# Oberbillig

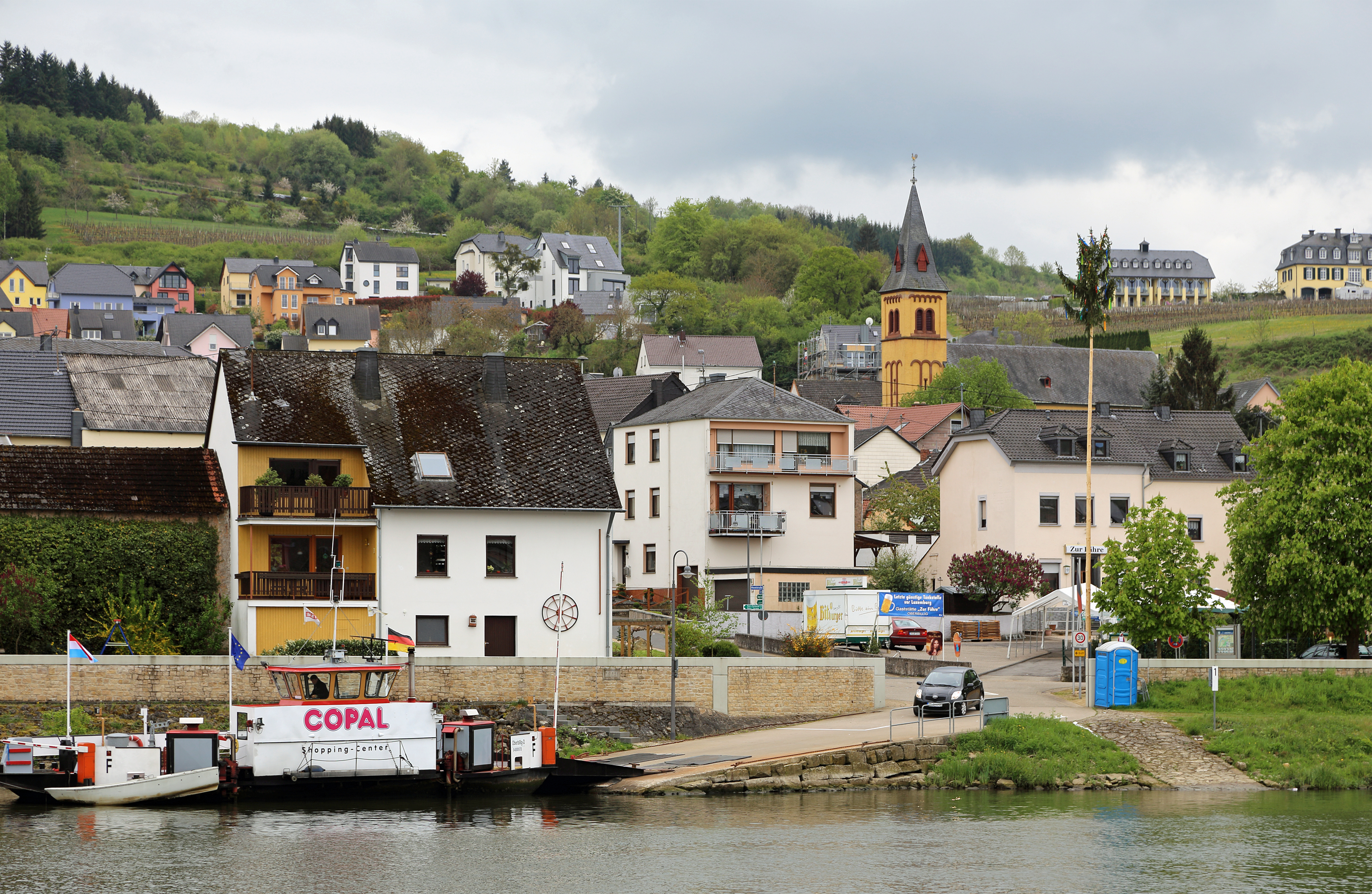
Oberbillig mit Sankta Maria I

Oberbillig ist eine Ortsgemeinde im Landkreis Trier-Saarburg in Rheinland-Pfalz. Sie gehört der Verbandsgemeinde Konz an.

## Lage
Oberbillig, ein altes Winzer-, aber ehemals auch Fischer-, Schiffer- und Eisenbahnerdorf an der Mosel, liegt sechs Kilometer westlich von Konz am rechten Moselufer bei Mosel-Km 206 gegenüber der Einmündung der Sauer. Durch den Ort führen die Bundesstraße 419 sowie die Obermoselstrecke Trier–Perl–Metz der Deutschen Bahn, die hier einen Haltepunkt hat.
Der Wottelbach fließt von rechts der Mosel zu. Er hat eine Länge von 2,8 km.

## Ortsname
Historisch ist Oberbillig eng mit dem auf der gegenüberliegenden Moselseite gelegenen luxemburgischen Wasserbillig verknüpft, mit dem es bis 1816 eine Doppelgemeinde bildete. Erstmals belegt wurde die Gemeinde als „Billich“ im Jahr 965 n. Chr. Die Namensgebung deutet auf römisches Erbe, den römischen Handelshafen Biliacum. Gleichwohl reichen die Wurzeln des Orts bis in die keltische Ära und wahrscheinlich noch darüber hinaus.
Eine eventuell vermutete Namensverwandtschaft mit dem, etwa 25 km nordöstlich gelegenen, Eifelort Welschbillig erscheint indes abwegig, da jener höchstwahrscheinlich auf dessen ursprünglich romanische bzw. „welsche“ Bewohnerschaft und den Namen seines frühmittelalterlichen Besitzers „Billius“ referiert.

## Geschichte
In Oberbillig muss bereits in römischer Zeit eine größere Ansiedlung bestanden haben, denn in den alten Ortskern führte eine im zweiten Jahrhundert n. Chr. aufwendig gebaute, 550 Meter lange gemauerte Wasserleitung. Diese wurde von einer südöstlich im Hang  gelegenen Schichtquelle gespeist. Die Quelle wird noch heute der Heidenborn genannt.
Kaiser Otto III. verlieh im Jahr 1000 Abt Ofrad, von der Trierer (Reichs-)Abtei St. Maximin, als Grundherrn das Markt-, Münz- und Zollrecht in quadam villa Billiche dicta, also „in jenem Landgut, das Billiche genannt wird“. Aus Biliche supra aquam („Biliche oberhalb des Wassers“, Schreibung hier mit einfachem l) für den auf dem rechten Moselufer gelegenen Ortsteil, wurde später Oberbillig.
Eine maßgebliche Veränderung brachten die Vereinbarungen des Wiener Kongresses (1815) sowie ein am 7. Oktober 1816 zu Kleve geschlossener Grenzvertrag, zwischen dem Königreich Preußen und jenem der Vereinigten Niederlande: Oberbillig avancierte zu einer selbstständigen Gemeinde der Bürgermeisterei Wasserliesch des preußischen Landkreises Trier, während Wasserbillig an das neu entstandene Großherzogtum Luxemburg fiel, das der niederländische Monarch noch bis 1890 in Personalunion regierte. Die katholische Gemeinde Oberbillig gehörte von 1821 an als Filiale de jure zur Pfarrei Wasserliesch, blieb aber, wenngleich durch die Mosel getrennt, faktisch weiterhin eng mit der luxemburgischen Pfarrei Wasserbillig verbunden. Seit dem 4. April 1871 war die Pfarrei Oberbillig dann eigenständig.
Am 18. Juli 1946 wurde Oberbillig gemeinsam mit weiteren 80 Gemeinden der Landkreise Trier und Saarburg dem im Februar 1946 von der übrigen französischen Besatzungszone abgetrennten Saarland angegliedert. Am 6. Juni 1947 wurde diese territoriale Ausgliederung bis auf 21 Gemeinden wieder zurückgenommen; damit kam Oberbillig zum Landkreis Saarburg im 1946 neugebildeten Land Rheinland-Pfalz. Nachdem im Jahr 1969 im Rahmen einer Gebietsreform in Rheinland-Pfalz die beiden Landkreise Saarburg und Trier zusammen gelegt worden sind, ist Oberbillig eine Ortsgemeinde in der Verbandsgemeinde Konz im Landkreis Trier-Saarburg.
Bevölkerungsentwicklung
Die Entwicklung der Einwohnerzahl von Oberbillig, die Werte von 1871 bis 1987 beruhen auf Volkszählungen:
| Jahr | Einwohner |
| ---- | --------- |
| 1815 | 229       |
| 1835 | 330       |
| 1871 | 362       |
| 1905 | 578       |
| 1939 | 744       |
| 1950 | 701       |
| 1961 | 757       |

| Jahr | Einwohner |
| ---- | --------- |
| 1970 | 711       |
| 1987 | 887       |
| 1997 | 839       |
| 2005 | 917       |
| 2011 | 990       |
| 2017 | 967       |
| 2023 | 985       |

## Politik

### Gemeinderat
Der Ortsgemeinderat in Oberbillig besteht aus zwölf Ratsmitgliedern, die bei der Kommunalwahl am 9. Juni 2024 in einer personalisierten Verhältniswahl gewählt wurden, und dem ehrenamtlichen Ortsbürgermeister als Vorsitzendem.
Die Sitzverteilung im Ortsgemeinderat:
| Wahl | SPD | CDU | BL | Gesamt   |
| ---- | --- | --- | -- | -------- |
| 2024 | 2   | 5   | 5  | 12 Sitze |
| 2019 | –   | 5   | 7  | 12 Sitze |
| 2014 | 3   | 6   | 3  | 12 Sitze |
| 2009 | 3   | 6   | 3  | 12 Sitze |
| 2004 | 3   | 6   | 3  | 12 Sitze |
| 1999 | 4   | 5   | 3  | 12 Sitze |

- BL = Oberbilliger Bürgerliste e. V.

### Bürgermeister
Andreas Beiling (CDU) wurde 2004 Ortsbürgermeister von Oberbillig. Bei der Direktwahl am 26. Mai 2019 wurde er mit einem Stimmenanteil von 74,65 % für weitere fünf Jahre in seinem Amt bestätigt. Da für die Direktwahl am 9. Juni 2024 kein Wahlvorschlag eingereicht wurde, oblag die Neuwahl des Bürgermeisters gemäß rheinland-pfälzischer Gemeindeordnung dem Rat. Dieser bestätigte auf seiner konstituierenden Sitzung am 10. Juli 2024 den bisherigen Ortsbürgermeister Andreas Beiling für weitere fünf Jahre in seinem Amt.
Beilings Vorgänger als Ortsbürgermeister war Reinhard May.

## Weinanbau
Drei Weingüter bewirtschaften in Oberbillig überwiegend die Weißweinrebsorten Elbling, Weißer Burgunder und Auxerrois. Zu Oberbillig gehören die Weinlagen Römerberg und Hirtengarten.

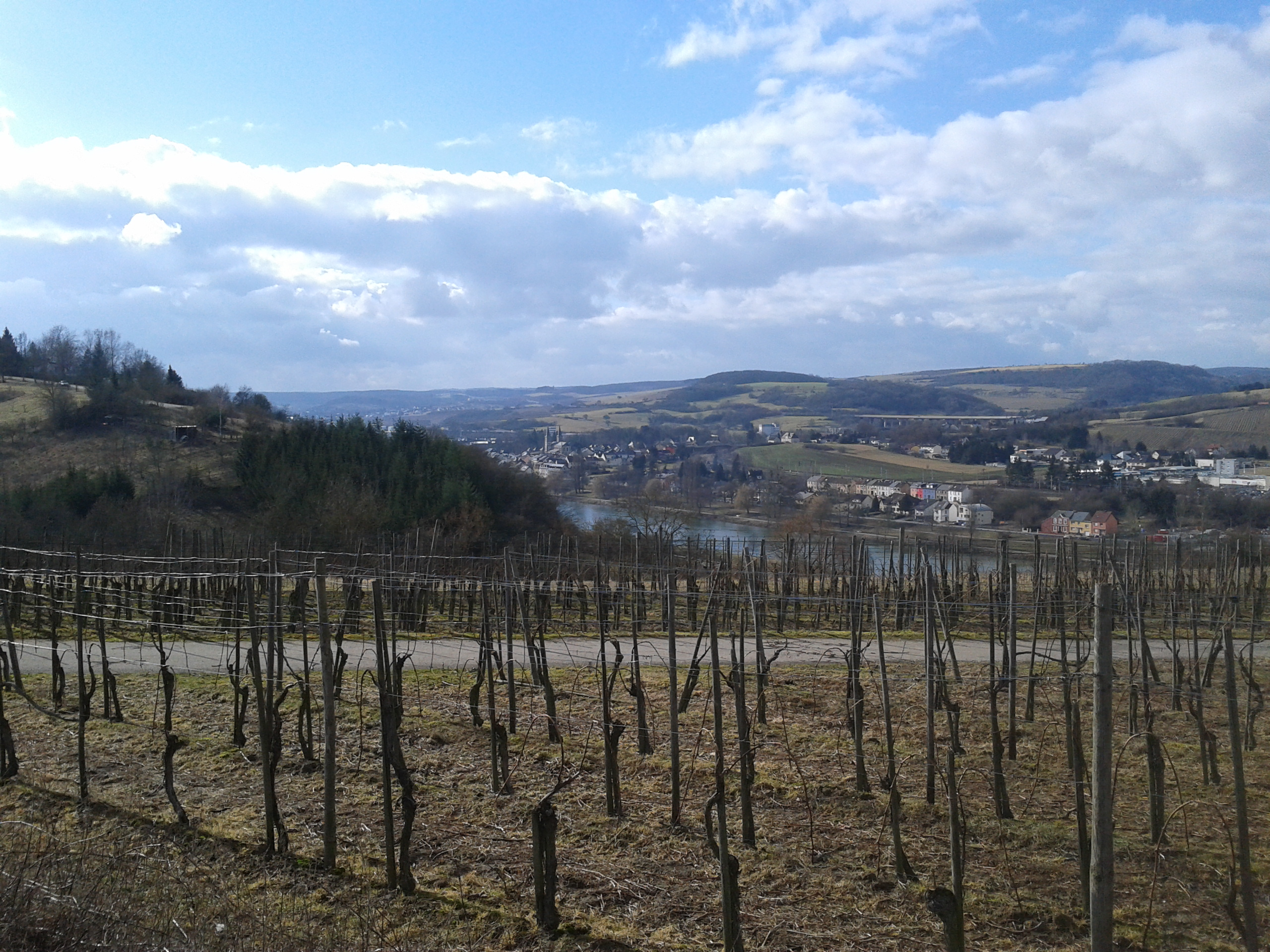
Oberbillig

## Feste und Veranstaltungen
- St.-Bartholomäus-Weinkirmes am vierten Wochenende im August
- DGM-Sternfahrt:[12] Die DGM-Sternfahrt ist eine Motorradrundfahrt in Oberbillig an der Mosel. Organisiert wird sie vom Verein DGM-Sternfahrt e. V. Gemeinsam mit zahlreichen Helfern veranstalten sie seit 2004 in einem zweijährlichen Turnus eine Motorradausfahrt, deren Erlös der DGM zugutekommt.

## Sehenswürdigkeiten
- Katholische Pfarrkirche St. Barbara (Saalbau, Rundbogenstil, 1864, Erweiterung 1891, Turm 1893)
- Moselpromenade mit Blick über die Mosel auf das gegenüberliegende luxemburgische Wasserbillig und in die Sauermündung
- Unglückskreuz zwischen Oberbillig und Temmels: 1900
- Wegekreuz zwischen Oberbillig und Wasserliesch: Mitte des 19. Jahrhunderts
- Hochwasserschutz (Deiche und Mauern mit mobilen Aufsätzen)
- Pieterhaus mit Dorfmuseum
- Waldlehrpfad
- Kreuzweg zur Grillhütte und Rochuskapelle, Flurkapelle 1848; Stationenkreuzweg 1913

## Infrastruktur

### Verkehr

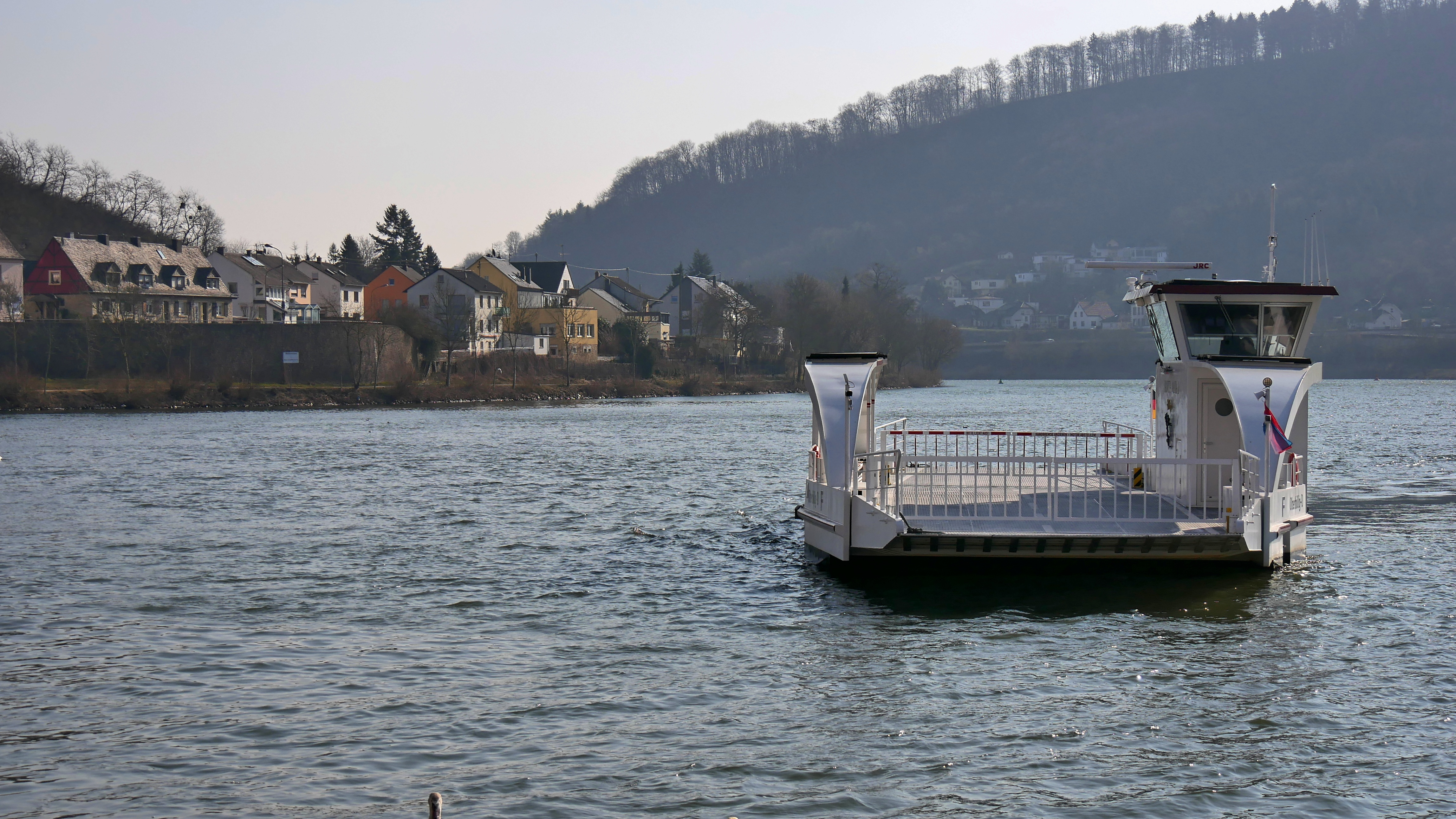
Fähre Sankta Maria II

- Straße: Oberbillig ist an die B 419 angebunden.
- Eisenbahn: Haltepunkt Oberbillig an der Bahnstrecke Trier–Perl.
- Fähre: Die nördlichste direkte Verbindung im deutsch-luxemburgischen Moselabschnitt hält die der Ortsgemeinde Oberbillig gehörende, freifahrende Personen- und Autofähre „Sankta Maria II“ zwischen den Orten Oberbillig und dem luxemburgischen Wasserbillig aufrecht.

### Bildung
- Grundschule St. Marien in Wasserliesch
- Kindergarten Kastanienvilla
- VHS Wasserliesch-Oberbillig